# Мехіко (аеропорт)
Міжнародний аеропорт Мехіко (ісп. Aeropuerto Internacional de la Ciudad de México, AICM); офіційно Aeropuerto Internacional Benito Juárez (Benito Juárez International Airport) (IATA: MEX, ICAO: MMMX) це міжнародний аеропорт, який обслуговує Велике Мехіко. Це найзавантаженіший аеропорт Мексики та Латинської Америки за пасажирообігом та рухом літаків. Аеропорт обслуговує 35 000 робочих місць та близько 15 000 опосередковано у найближчому районі. Аеропорт знаходиться у власності Grupo Aeroportuario de la Ciudad de México і експлуатується корпорацією Aeropuertos y Servicios Auxiliares, яка також управляє 22 іншими аеропортами по всій Мексиці. В останні роки Аеропорт Толука став наздоганяти аеропорт Мехіко.
Цей великий аеропорт обслуговує 35 внутрішніх та міжнародних авіакомпаній та 17 вантажних перевізників. Як головний вузол авіакомпанії Aeroméxico (з Aeroméxico Connect), аеропорт став центром SkyTeam. Це також концентратор для Aeromar, Interjet, Volaris, та VivaAerobus. У типовий день більше 100 000 пасажирів проходить через аеропорт. У 2017 році в аеропорт обслужив 4 4732 418 пасажирів, що на 7,2% більше, ніж у 2016 році.
Працюючи в межах його потужності, аеропорт буде замінено новим, оголошеним у вересні 2014 року, який буде побудований приблизно на 16 кілометрів на північний схід від поточного аеропорту, на схід від Екатепеку.

## Авіалінії та напрямки на Жовтень 2018
Аеропорт має 52 внутрішні та 50 міжнародних напрямків у Латинській Америці, Північній Америці, Європі та Азії. Aeromexico обслуговує найбільшу кількість напрямків з будь-якого латиноамериканського центру (80), 46 внутрішніх та 34 міжнародних. Найбільш відомими авіакомпаніями аеропорту є United Airlines, American Airlines, Delta Air Lines та Avianca Holdings. Aeroméxico / Aeroméxico Connect експлуатує найбільшу кількість відправлень з аеропорту, далі йдуть Interjet, Volaris та Aeromar. Aeroméxico також працює з найпопулярнішими напрямами, а наступними є Interjet.

### Пасажирські

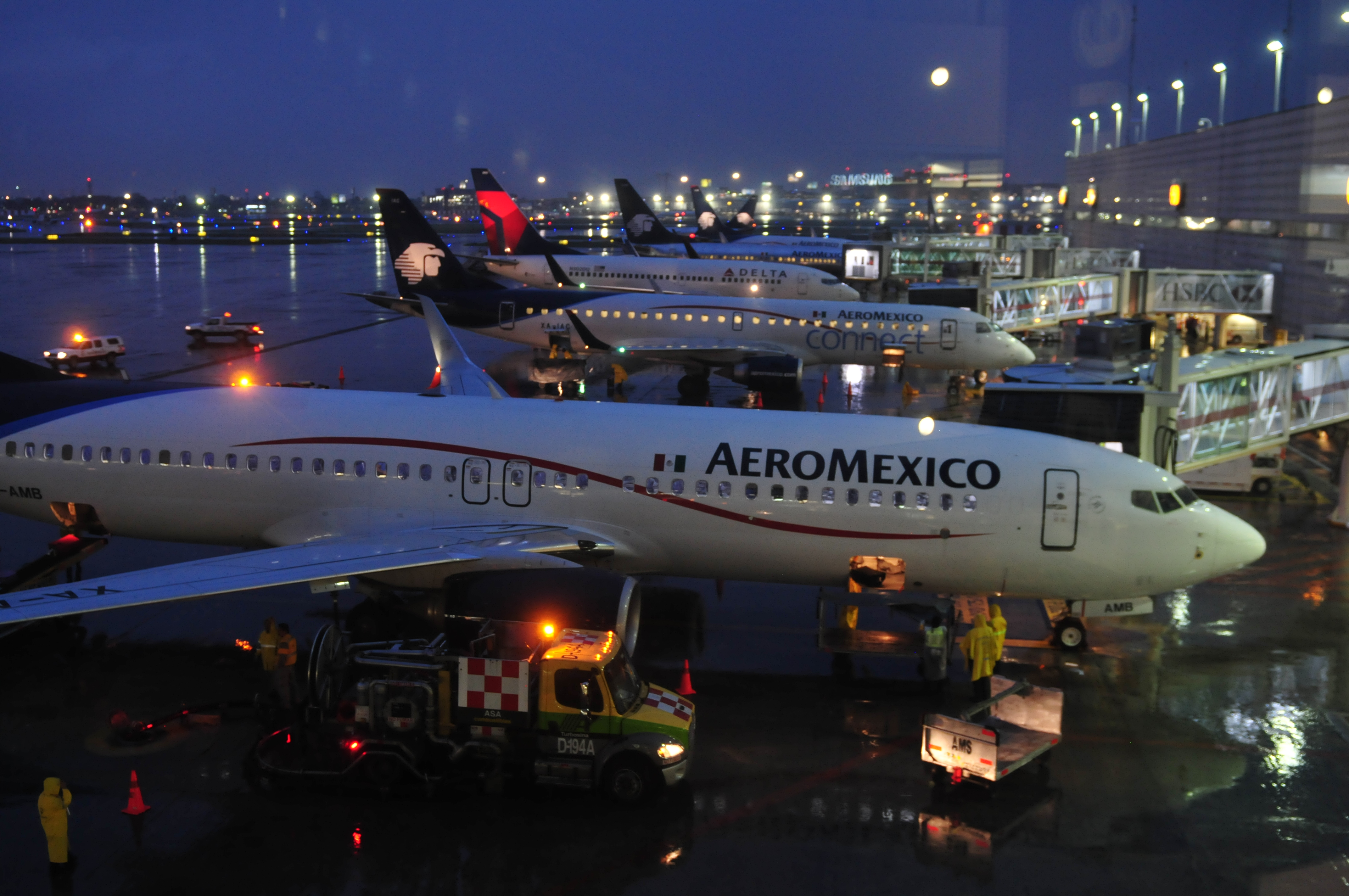
Terminal 2 - Aeroméxico and Delta aircraft parked at North Concourse. Aeroméxico is the largest carrier operating at Benito Juárez Airport.

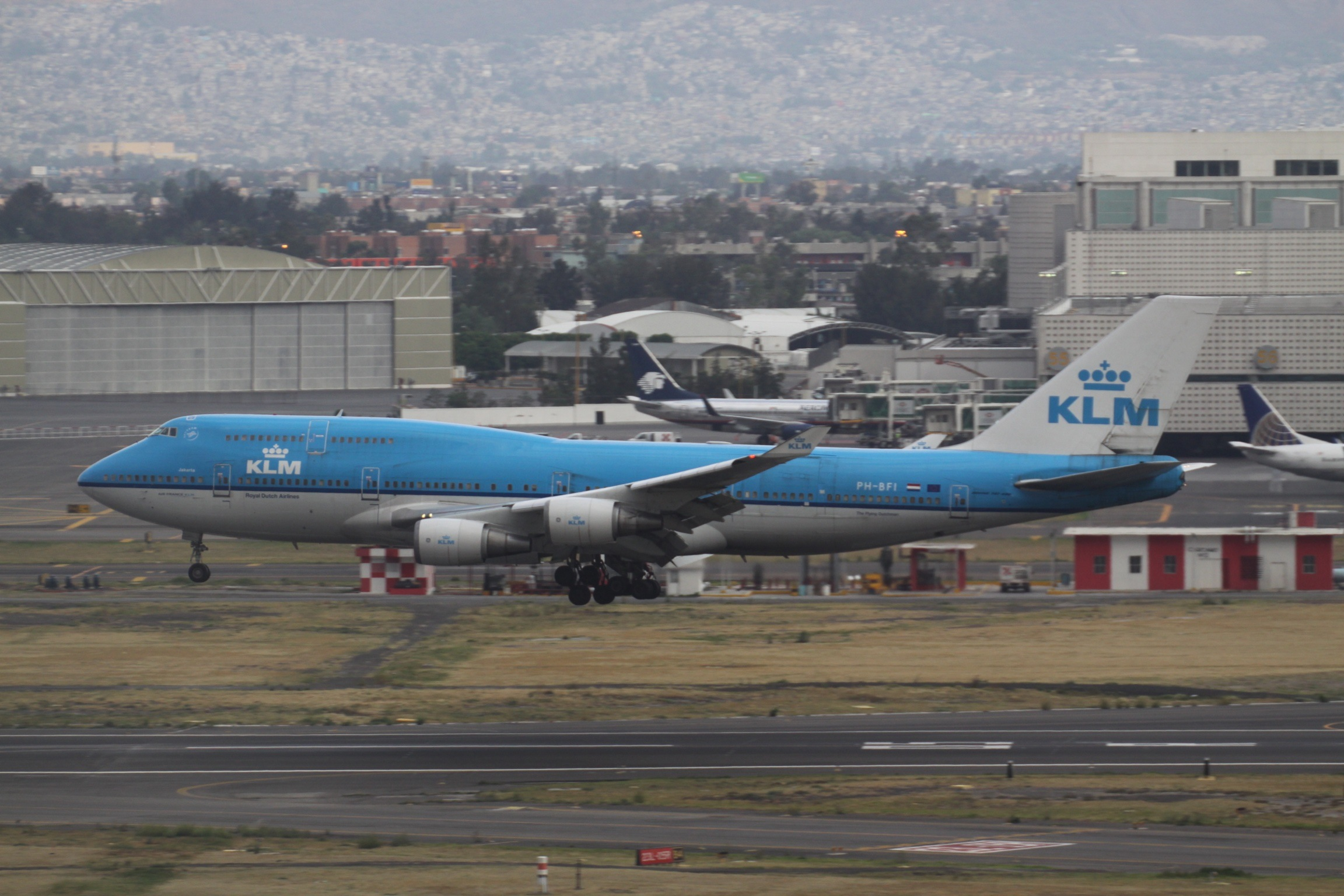
KLM Boeing 747 arriving from Schiphol.

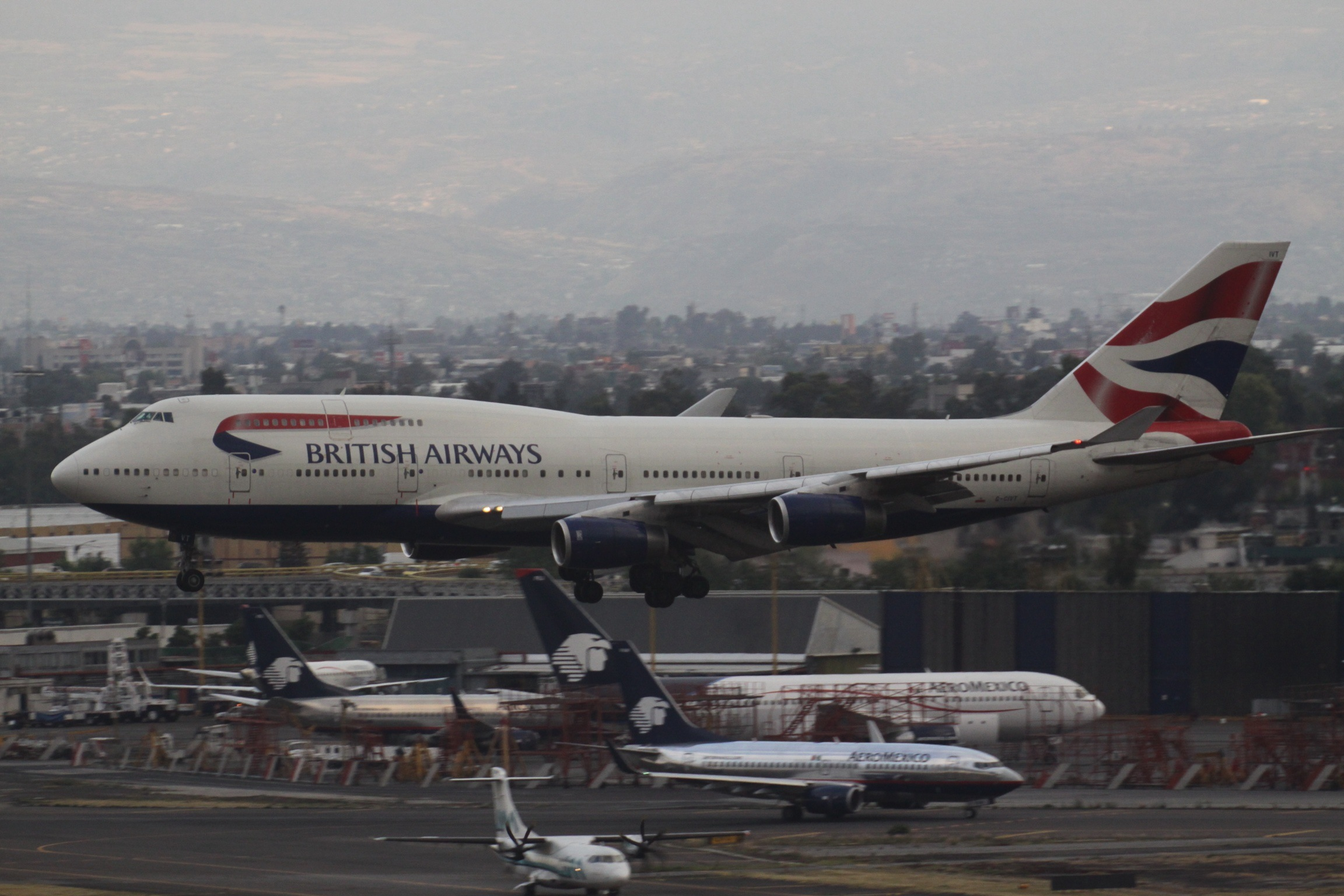
British Airways Boeing 747-400 landing from Heathrow Airport.

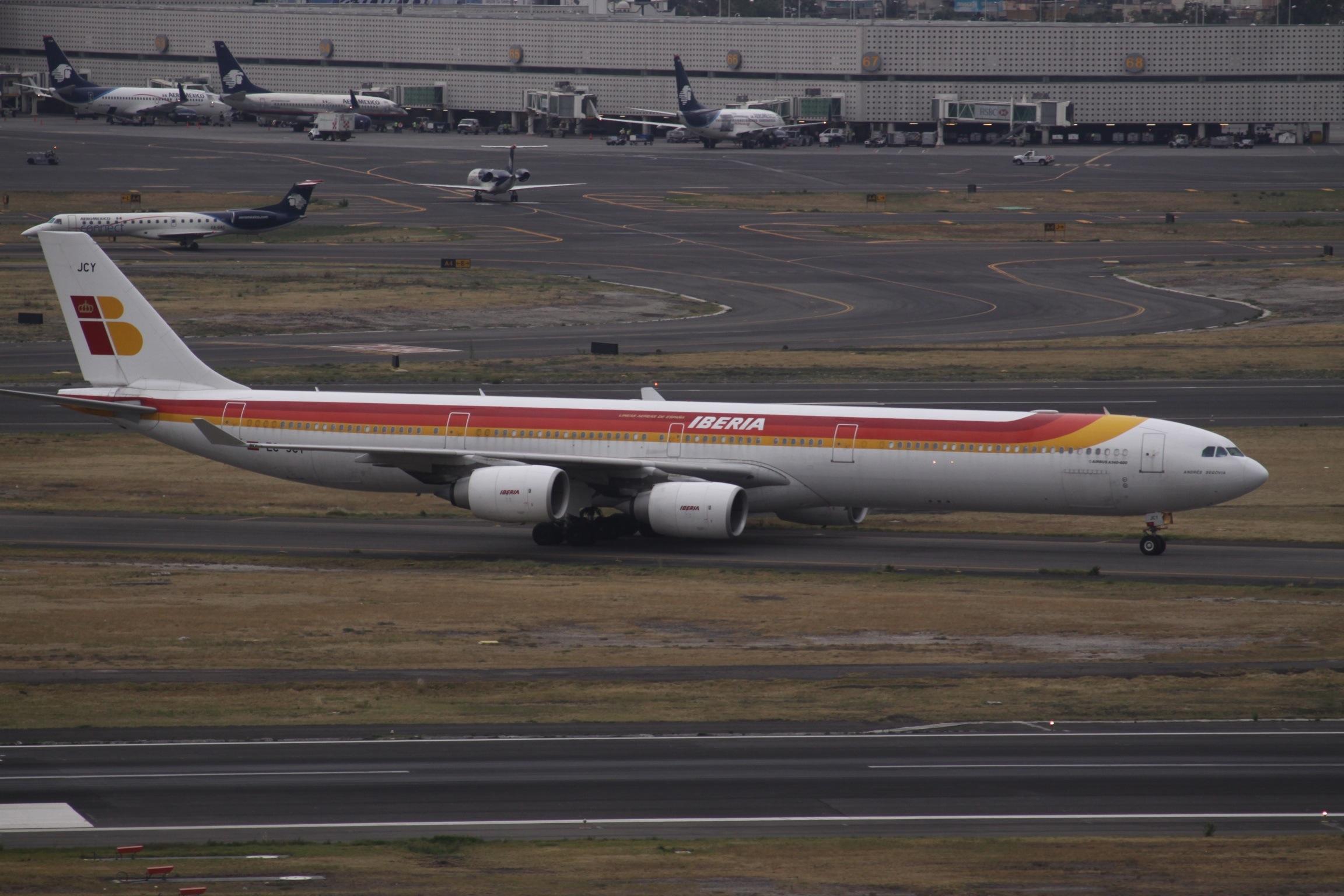
Iberia Airbus A340-600 taxiing at the airport.

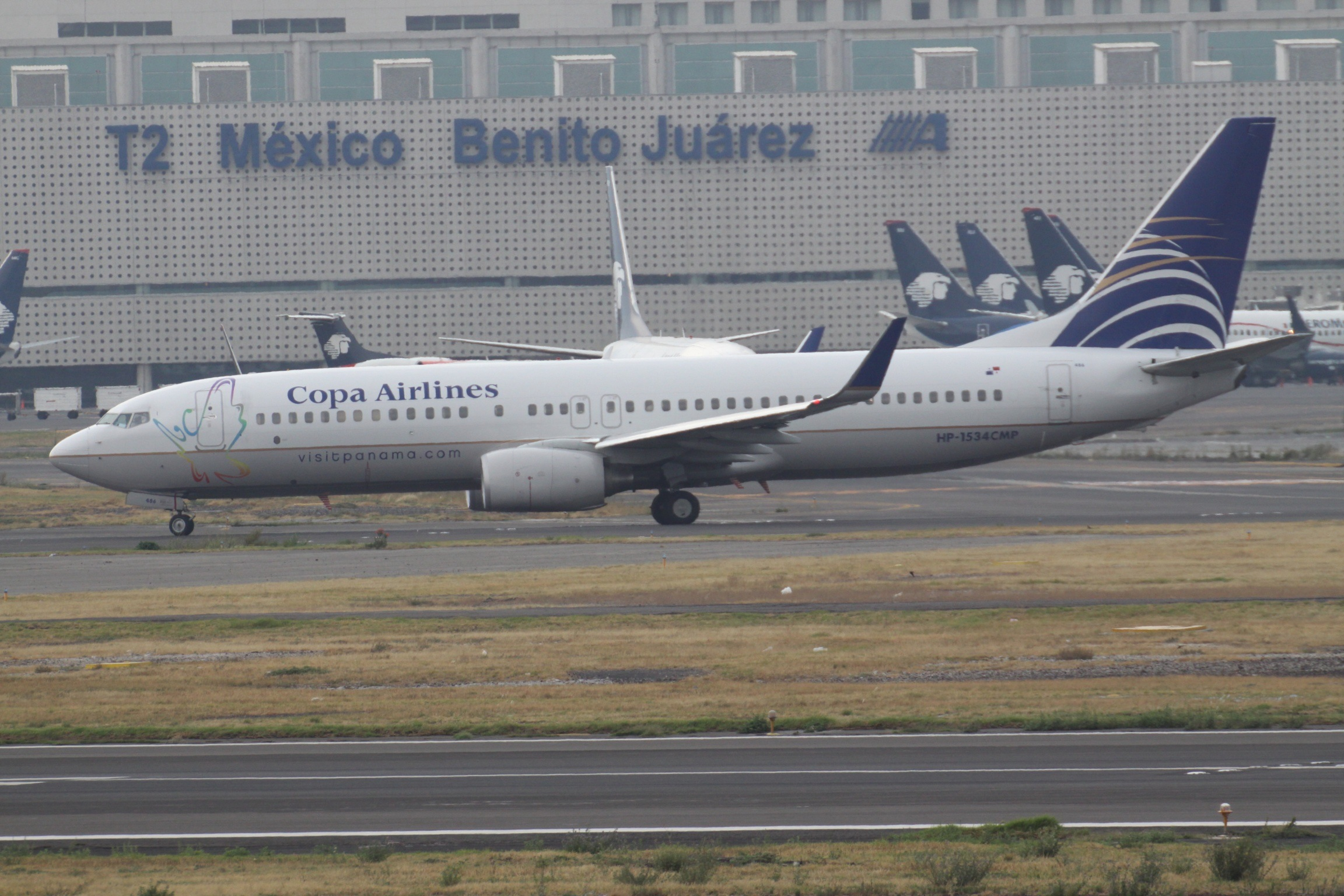
Copa Airlines Boeing 737-800 taking off to Panama City.

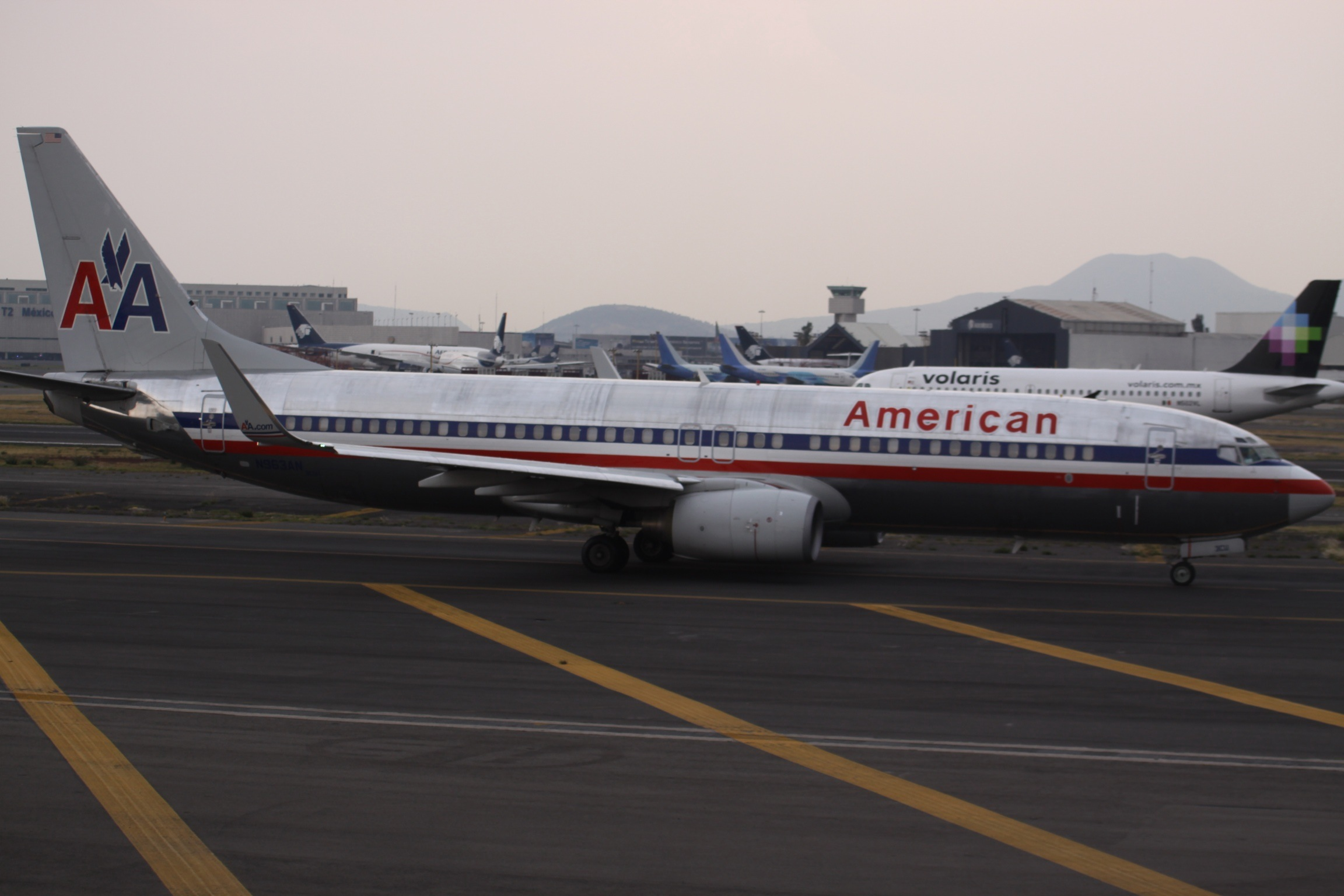
American Airlines Boeing 737-800. The airline operates 105 flights per week to 6 destinations in the U.S.

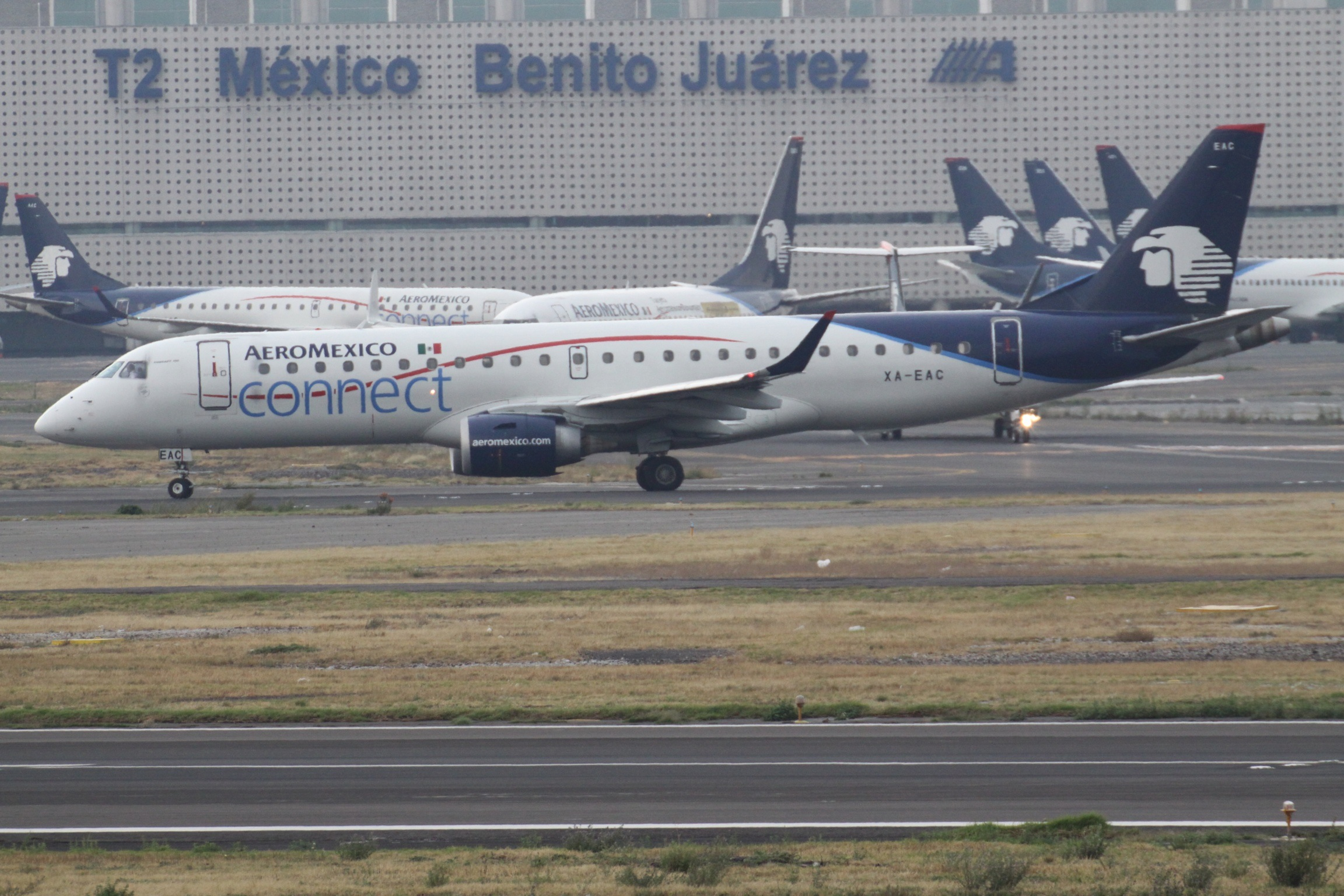
Aeroméxico Connect Embraer 190 taxiing with T2 in the background. Connect operates 51 destinations from the airport.

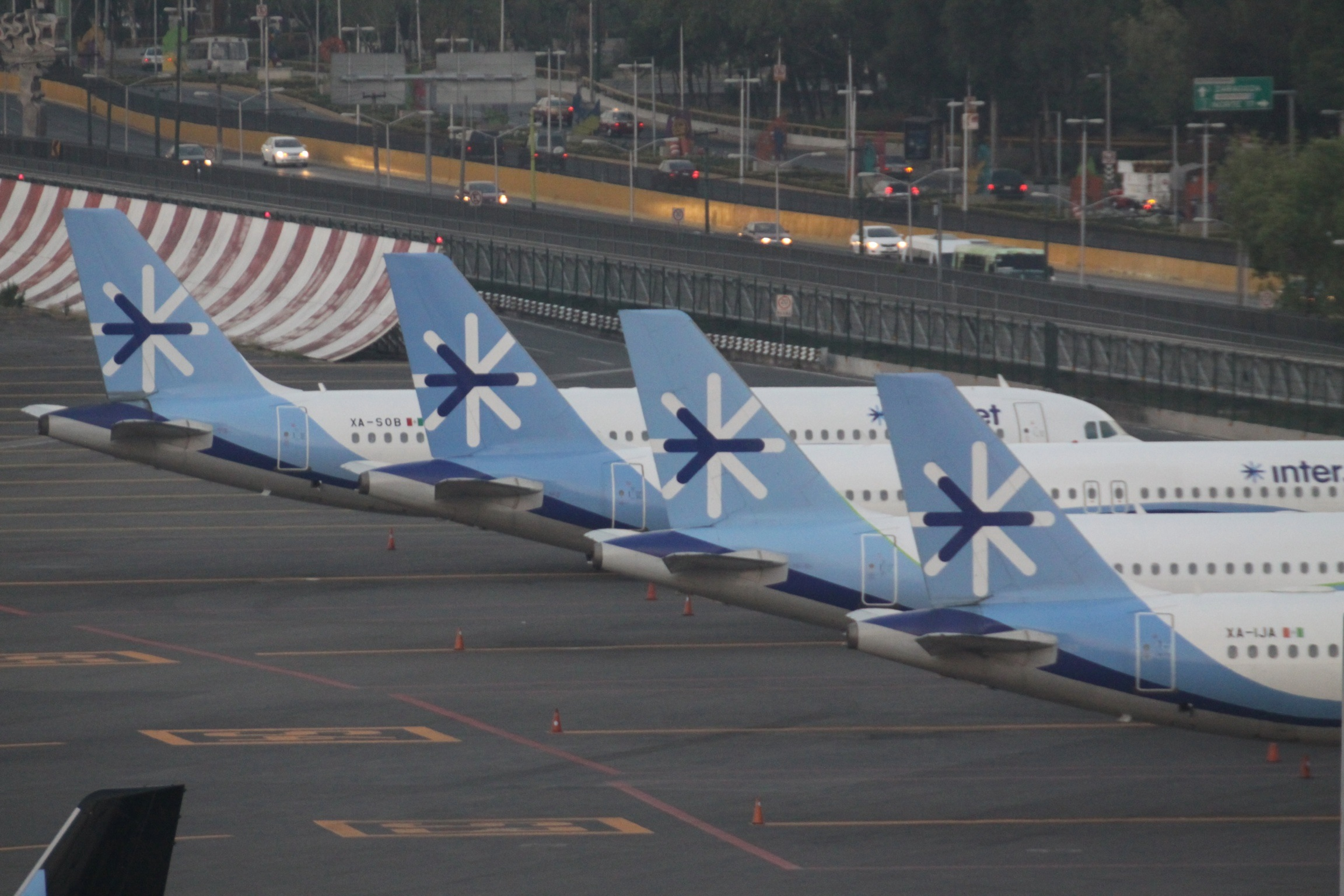
Interjet aircraft parked at the side of T1. Interjet links the airport with 51 destinations within Mexico and other 7 countries.

У цій таблиці наведені пасажирські авіаперельоти, які виконуються з прямим або безперервним рейсом без зміни літаків, що перевозять пасажирів з Мехіко за даними опублікованих розкладів авіакомпаній, якщо не зазначено інше.
| Авіакомпанія            | Пункт призначення |
| ----------------------- | --- |
| Aeromar                 | Acapulco, Ciudad Victoria, Colima, Guadalajara, Ixtapa/Zihuatanejo, Ixtepec, Lázaro Cárdenas, McAllen, Morelia, Oaxaca, Piedras Negras, Poza Rica, Puerto Escondido, Пуерто-Валларта, San Luis Potosí, Tepic, Veracruz |
| Aeroméxico              | Amsterdam, Богота, Boston (ends January 6, 2019), Buenos Aires–Ezeiza, Канкун, Chicago–O'Hare, Chihuahua, Culiacán, Detroit, Guadalajara, Гватемала, Havana, Hermosillo, Las Vegas, León/El Bajío, Lima, London–Heathrow, Los Angeles, Madrid, Mazatlán, Medellín–JMC, Mérida, Mexicali, Miami, Monterrey, Монреаль–Трюдо, New York–JFK, Orlando, Panama City, Paris–Charles de Gaulle, Portland (OR) (ends January 6, 2019), Пуерто-Валларта, Кіто, San Francisco, San José del Cabo, Сан-Хосе-де-Коста-Рика, Саньтьяго-де-Чилі, Санто-Домінго-Лас-Амерікас, Сан-Паулу-Гуарульюс, Seattle/Tacoma, Seoul–Incheon, Shanghai–Pudong, Tijuana, Tokyo–Narita, Toronto–Pearson, Torreón/Gómez Palacio, Tuxtla Gutierrez, Vancouver, Villahermosa, Washington–Dulles (ends December 2, 2019) Seasonal: Acapulco, Ciudad del Carmen, Ciudad Juárez, Denver, Х'юстон-Інтерконтінентал, Сан-Хосе (Каліфорнія), Tapachula |
| Aeroméxico Connect      | Acapulco, Aguascalientes, Austin, Campeche, Канкун, Chihuahua, Ciudad del Carmen, Ciudad Juárez, Ciudad Obregón, Culiacán, Dallas/Fort Worth, Durango, Guadalajara, Гватемала, Hermosillo, Х'юстон-Інтерконтінентал, Huatulco, Ixtapa/Zihuatanejo, La Paz, León/El Bajío, Los Mochis, Managua, Manzanillo, Matamoros, Mazatlán, Mérida, Mexicali, Minatitlán/Coatzacoalcos, Monterrey, Morelia, Nuevo Laredo, Oaxaca, Пуерто-Валларта, Querétaro, Reynosa, Saltillo, San Antonio, San José del Cabo, San Luis Potosí, Сан-Педро-Сула, San Salvador, Tampico, Tapachula, Tijuana, Torreón/Gómez Palacio, Tuxtla Gutiérrez, Veracruz, Villahermosa, Zacatecas Seasonal: Belize City (begins November 17, 2018), Liberia (begins November 10, 2018), Punta Cana (begins November 2, 2018) |
| Air Canada              | Vancouver |
| Air Canada Rouge        | Toronto–Pearson Seasonal: Монреаль–Трюдо |
| Air France              | Paris–Charles de Gaulle |
| Alaska Airlines         | Los Angeles (ends November 6, 2018) |
| Alitalia                | Рим-Ф'юмічіно |
| All Nippon Airways      | Tokyo–Narita |
| American Airlines       | Шарлотт, Dallas/Fort Worth, Los Angeles, Miami, Philadelphia, Phoenix–Sky Harbor |
| Avianca                 | Богота |
| Avianca El Salvador     | San Salvador |
| Avianca Peru            | Lima |
| British Airways         | London–Heathrow |
| China Southern Airlines | Guangzhou1 |
| Copa Airlines           | Panama City |
| Cubana de Aviación      | Havana |
| Delta Air Lines         | Atlanta, Detroit, Los Angeles, New York–JFK, Salt Lake City |
| Hainan Airlines         | Beijing-Capital2 |
| Iberia                  | Madrid |
| Interjet                | Acapulco, Aguascalientes, Богота, Campeche, Канкун, Chetumal, Chicago–O'Hare, Chihuahua, Ciudad del Carmen, Ciudad Juárez, Ciudad Obregón, Cozumel, Culiacán, Dallas/Fort Worth, Guadalajara, Гватемала, Havana, Hermosillo, Х'юстон-Інтерконтінентал, Huatulco, Ixtapa/Zihuatanejo, Las Vegas, León/El Bajío, Lima, Los Angeles, Mazatlán, Mérida, Miami, Minatitlán/Coatzacoalcos, Monterrey, Монреаль–Трюдо, New York–JFK, Oaxaca, Orlando, Palenque, Puerto Escondido, Пуерто-Валларта, San Antonio, San José del Cabo, Сан-Хосе-де-Коста-Рика, San Luis Potosí, Santa Clara, Tampico, Tijuana, Toronto–Pearson, Torreón/Gómez Palacio, Tuxtla Gutiérrez, Vancouver, Varadero, Veracruz, Villahermosa |
| JetBlue Airways         | Boston, Fort Lauderdale, New York–JFK, Orlando |
| KLM                     | Amsterdam |
| LATAM Brasil            | Сан-Паулу-Гуарульюс |
| LATAM Chile             | Саньтьяго-де-Чилі |
| LATAM Perú              | Lima |
| Lufthansa               | Frankfurt, Munich |
| Magnicharters           | Канкун, Huatulco, Ixtapa/Zihuatanejo, Mérida, Пуерто-Валларта, San José del Cabo Seasonal: Cozumel, Manzanillo |
| Southwest Airlines      | Houston–Hobby |
| United Airlines         | Chicago–O'Hare, Х'юстон-Інтерконтінентал, Newark, San Francisco, Washington–Dulles |
| VivaAerobus             | Канкун, Chihuahua, Ciudad Juárez, Culiacán (begins December 13, 2018), Guadalajara, Huatulco, Ixtapa/Zihuatanejo, Las Vegas, Mazatlán, Mérida, Monterrey, New York–JFK, Puerto Escondido, Пуерто-Валларта, Reynosa, San José del Cabo, Tijuana, Torreón/Gómez Palacio, Tuxtla Gutiérrez, Villahermosa, Zacatecas |
| Volaris                 | Acapulco (resumes November 2, 2018), Aguascalientes (begins November 1, 2018), Канкун, Chetumal, Chicago–O'Hare, Chihuahua, Colima (begins November 1, 2018), Cozumel (begins November 2, 2018), Culiacán, Denver, Guadalajara, Hermosillo, Huatulco, Ixtapa/Zihuatanejo, La Paz, Las Vegas, León/El Bajío (begins November 1, 2018), Los Angeles, Mazatlán, Mérida, Mexicali, Miami, Monterrey, New York–JFK, Oaxaca, Orlando, Пуерто-Валларта, San Antonio, San Francisco, San José del Cabo, Tapachula, Tepic (begins November 1, 2018), Tijuana, Tuxtla Gutiérrez, Villahermosa Seasonal: Los Mochis, Oakland |
| Volaris Costa Rica      | Гватемала, Сан-Хосе-де-Коста-Рика |
| Wingo                   | Богота |

Примітки
↑  Квитки на рейси China Southern's з Мехіко до Гуанчжоу зупиняються в Ванкувері, однак авіакомпанія не має місцевих прав на перевезення між Мехіко і Ванкувером.
↑  Переліт рейсу Хайнань - Мехіко до Пекіна зупиняється в Тіхуані, однак авіакомпанія не має місцевих прав на перевезення між Мехіко і Тіхуаною.

### Інші послуги
На додаток до запланованих авіакомпаній вище, аеропорт Мехіко використовується деякими іншими авіакомпаніями на чартерних рейсах, включаючи:
- Global Air
- Miami Air International
- Sunwing Airlines

### Вантажні

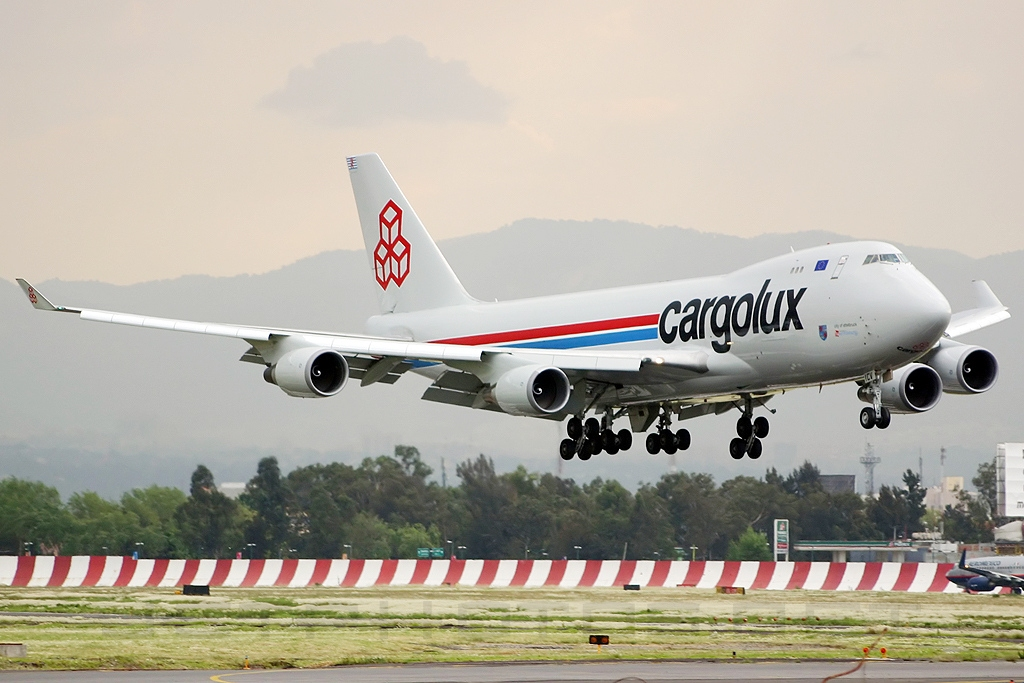
Cargolux Boeing 747-400F landing at the airport.

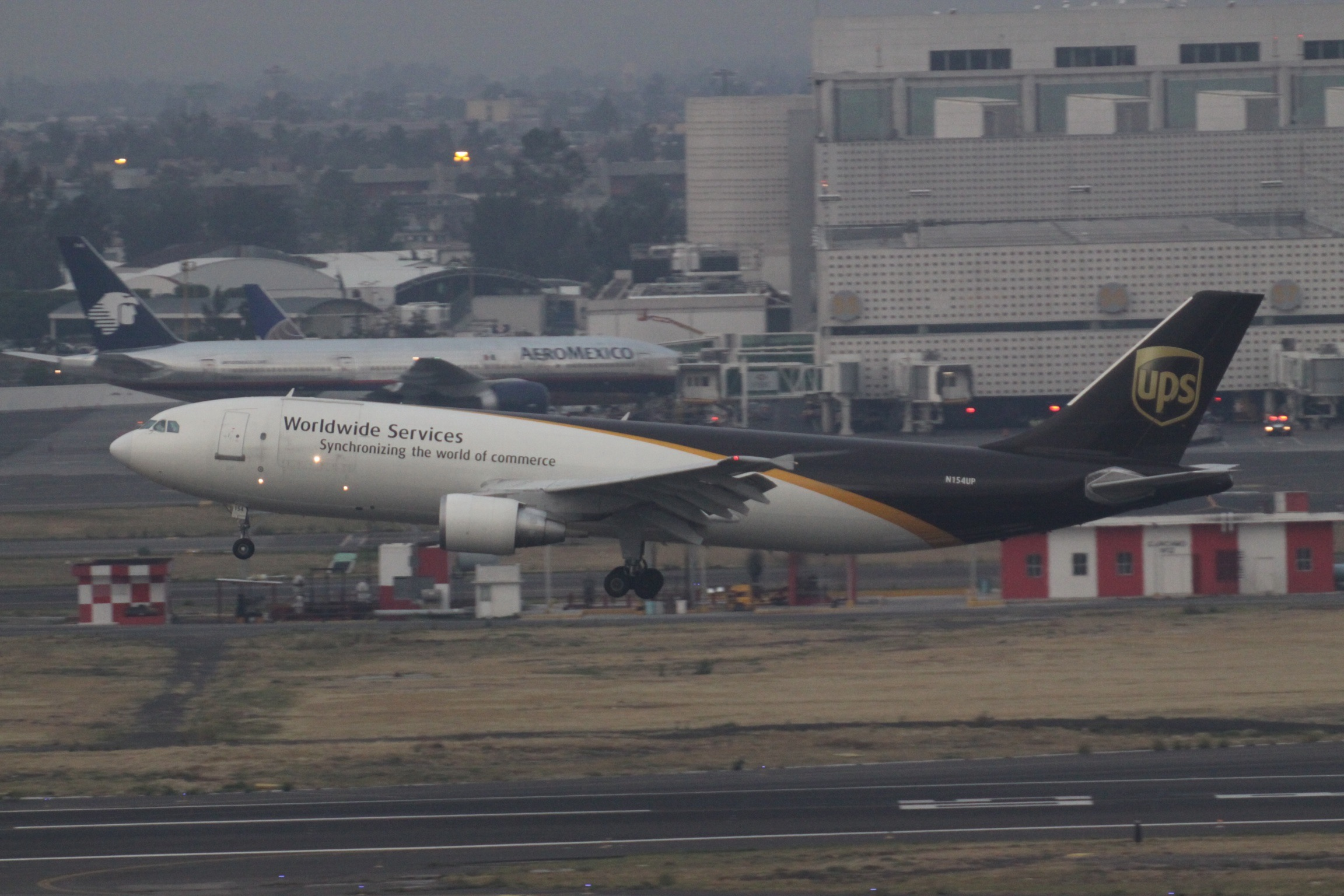
UPS Airlines Airbus A300-600RF landing from Louisville, KY

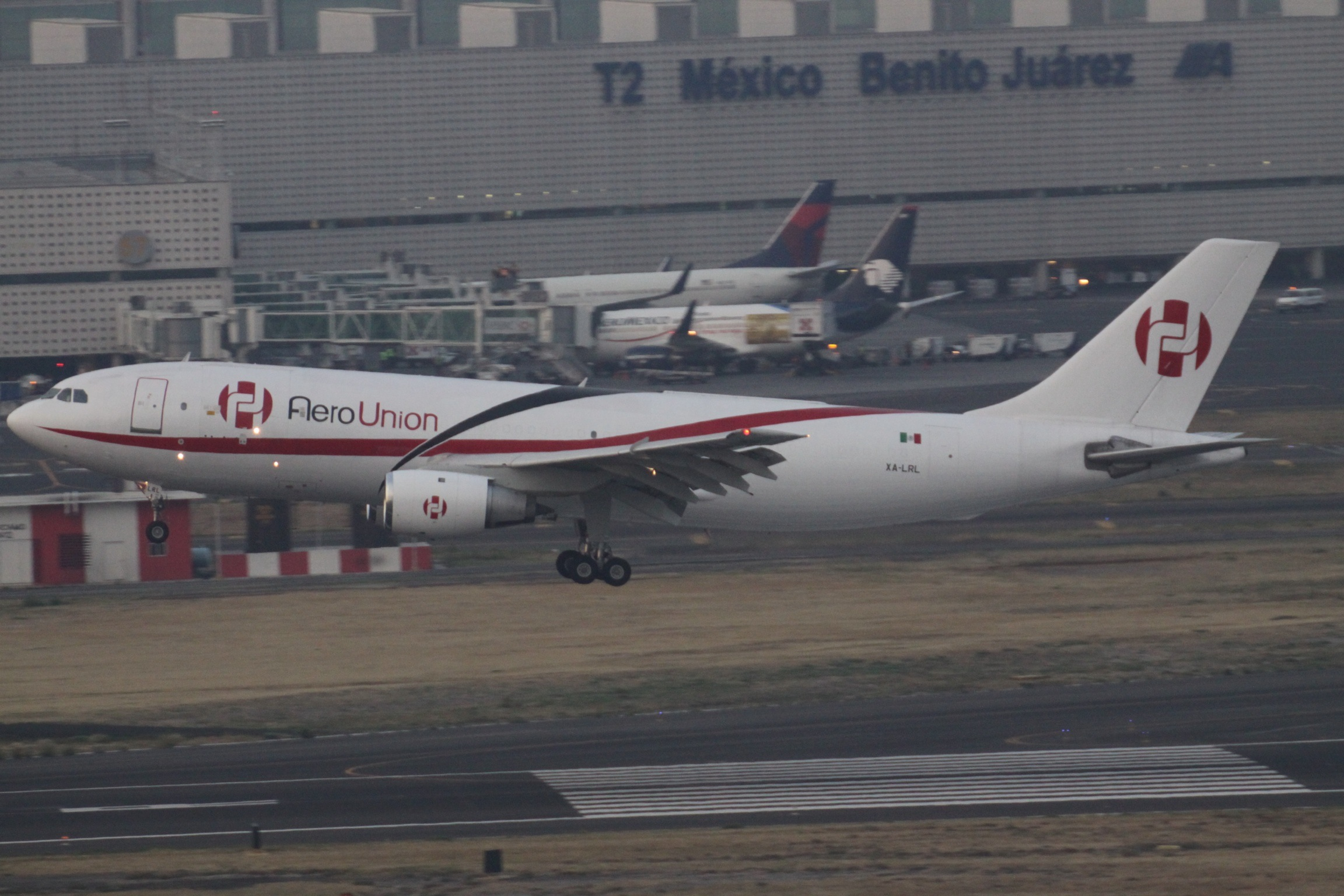
Aerounión 300B4-200F on final approach at Benito Juárez airport.

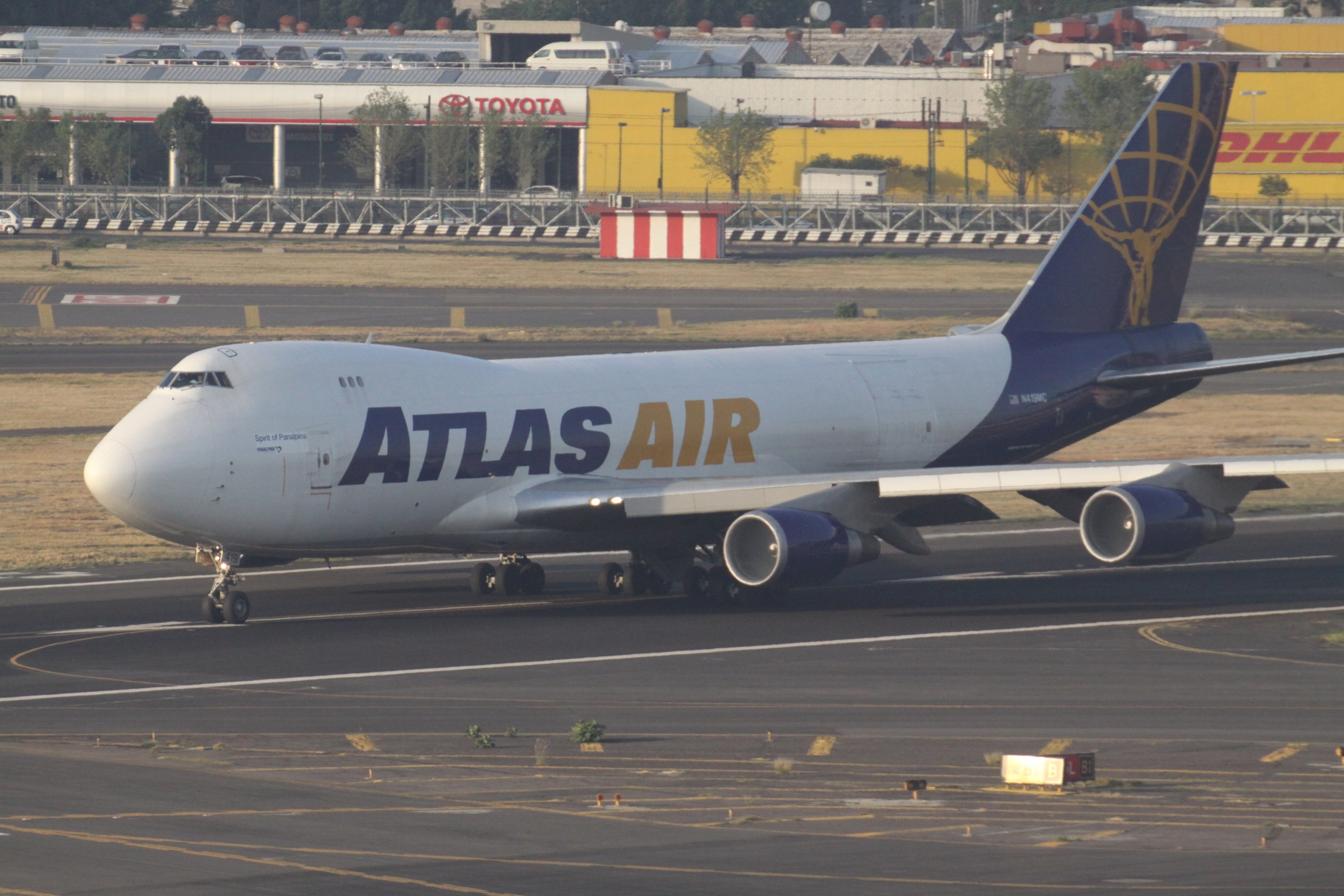
Atlas Air 747-400F taking off to Huntsville, AL

Станом на січень 2018 року аеропорт Мехіко обслуговує 19 вантажних авіакомпаній, які прямують безпосередньо до Європи, Центральної, Північної та Південної Америки, Близького Сходу, Африки та Східної Азії. Наступні авіалінії працюють за планованими напрямками нижче.
| Авіакомпанія             | Пункт призначення |
| ------------------------ | --- |
| AeroUnion                | Chicago–O'Hare, Цинциннаті, Guadalajara, León/El Bajío, Los Angeles, Miami, Monterrey                                   |
| Air France Cargo         | Atlanta, Guadalajara, Х'юстон-Інтерконтінентал, Париж-Шарль де Голль, Порту                                             |
| Amerijet International   | Miami |
| Atlas Air                | Huntsville |
| Avianca Cargo            | Богота |
| CAL Cargo Air Lines      | Льєж |
| CargoLogicAir            | Atlanta, Frankfurt, Лондон-Станстед                                                                                     |
| Cargolux                 | Dallas/Fort Worth, Х'юстон-Інтерконтінентал, Los Angeles, Люксембург, New York–JFK                                      |
| Cargolux Italia          | Мілан-Мальпенса |
| Cathay Pacific Cargo     | Anchorage, Guadalajara, Hong Kong, Los Angeles                                                                          |
| DHL Aviation             | Цинциннаті, Guadalajara, Los Angeles Seasonal: Гватемала                                                                |
| Emirates SkyCargo        | Копенгаген, Дубаі–Аль-Мактум, Frankfurt, Х'юстон-Інтерконтінентал, Los Angeles, Кіто, Сарагоса                          |
| Estafeta Air Cargo       | San Luis Potosí, Villahermosa Seasonal: Mérida                                                                          |
| Ethiopian Airlines Cargo | Аддис-Абеба, Los Angeles Сарагоса,                                                                                      |
| IAG Cargo                | Мадрид |
| LATAM Cargo México       | Богота, Campinas–Viracopos, Caracas, Guadalajara, Гватемала, Los Angeles, Manaus, Mérida, Miami, Сан-Хосе-де-Коста-Рика |
| Lufthansa Cargo          | Chicago O'Hare, Dallas/Fort Worth, Frankfurt, Guadalajara, New York–JFK                                                 |
| Martinair                | Miami |
| Qatar Airways Cargo      | Атланта, Доха, Х'юстон-Інтерконтінентал, Льєж, Los Angeles, Люксембург, Paris, Сарагоса                                 |
| Turkish Airlines Cargo   | Богота, Curaçao, Х'юстон-Інтерконтінентал, Istanbul–Atatürk, Маастрихт, Madrid                                          |
| UPS Airlines             | Луїсвілл |

Авіакомпанії, що надають замовлення на вантажні послуги
- Aeronaves TSM
- Air Cargo Carriers
- Air Transport International
- Ameristar Air Cargo
- Atlas Air operated by Panalpina
- Cielos Airlines
- IFL Group
- Kalitta Air
- LATAM Cargo Chile
- Líneas Aéreas Suramericanas
- USA Jet Airlines
- Vigo Jet